# 地殻

1.地殻（1a.海洋地殻、1b.大陸地殻）、2.マントル、3a(6).外核、3b(7).内核
4.リソスフェア、5.アセノスフェア

地殻（ちかく、英: crust）とは、天体の内部の層の一つ。

## 地殻の定義
固体部分の表層部。マントルの上にあり、大気や海の下にある。
地球物理学的に言うと、地殻は地上または海底からモホロビチッチ不連続面までの層を指す。地球科学的には、地球表層部に存在し、超苦鉄質岩からなるマントルと対照をなす、珪長質岩、中性岩、苦鉄質岩の層を指す。地球科学書以外の記事では、この「殻」には「地殻」と「リソスフェア」の2通りの呼び方があり、両者がしばしば混同、誤認されている。
地殻
地球化学的な観点から地球を深さごとに分けたうち、最も外側に位置するものである。地殻の下に位置するマントルがかんらん岩などの超塩基性岩から成るのに対して、地殻は花崗岩などの酸性岩・安山岩などの中性岩・玄武岩などの塩基性岩から成り、その違いから地殻とマントルを分けている。大陸地殻の厚さは地域変化に富むが、30 - 40kmくらいの地域が多い。他方、海洋地殻はほぼ均一で、6kmくらいである。海洋地域にはごく稀に、地殻が存在せずマントルが直接海底や水面上に露出するメガマリオンと呼ばれる地質構造が存在する。リソスフェアの表層を形成する地殻は、主体をなすマントルと比べ剛性が低い。すなわち柔らかいのである。
リソスフェア
地球物理学的に定義される地殻と上部マントルの両方にまたがる層である。すなわち、モホロビチッチ不連続面の上部と下部の両方を含む。リソスフェアは、その直下のアセノスフェアマントルと比べて粘性、剛性が非常に高い。一般的な言葉では「硬い」と表現できる。プレートと同義。大陸地域では約120km、海洋地域では約100kmの厚さを持つ。すなわち、大陸地域のリソスフェアは75%がマントル、海洋地域では94%がマントルであり、リソスフェアは主として地殻ではなくマントルから形成されているといえる。その意味で、しばしば「リソスフェア・マントル」 (lithospheric mantle) という用語が用いられる。

## 地殻の構成元素
水圏および大気圏を含めた地殻の構成元素の重量比をクラーク数と呼び、このうち岩石圏の主要元素について以下に示す。
| 元素 | 割合  |
| ---- | ----- |
| O    | 46.6% |
| Si   | 27.7% |
| Al   | 8.1%  |
| Fe   | 5.0%  |
| Ca   | 3.6%  |
| Na   | 2.8%  |
| K    | 2.6%  |
| Mg   | 2.1%  |
| Ti   | 0.4%  |
| P    | 0.1%  |

## 海洋地殻と大陸地殻

地殻の構造

マントルは地球規模でほぼ均質であるが、地殻には大陸地殻と海洋地殻の2つの異なる地質構造が存在する。

### 海洋地殻
海洋地殻（oceanic crust）は、海底火山の玄武岩質の噴出物等および同種のマグマに由来する斑れい岩質の貫入岩体から構成され、厚さは平均6km程度。大陸地殻と比べ、FeO、MgO を多く含みSiO2が低く、苦鉄質、塩基性である。深海底掘削船「ちきゅう」は海底から深さ7kmまで掘削することができるが、これは地殻を貫通しマントルに到達する目的で設計された。

### 大陸地殻
大陸地殻（continental crust）は、30km程度の厚さがある。大陸や日本列島などを構成する地殻である。大規模な山岳地帯ではとくに厚く、チベットでは60～70kmにおよぶ。これは地殻を構成する岩石の密度が約2.7～3.0g cm−3でありアイソスタシーが成立しているためである。
多数の岩石の分析結果より推定された大陸性地殻の平均化学組成は、
- 二酸化ケイ素 SiO2 59.8%
- 酸化アルミニウム Al2O3 15.5%
- 酸化カルシウム CaO 6.4%
- 酸化鉄 FeO 5.1%
- 酸化マグネシウム MgO 4.1%

であり、塩基性の岩石だけではなく、花崗岩、片麻岩などの SiO2 を多く含む酸性の岩石からも構成される。
大陸地殻の体積は地球全体から見ると非常に小さいが、地球に存在する カリウム40、トリウム232、ウラン235、ウラン238などの放射性元素の約半分が高度に濃集している。またバリウムおよび希土類元素なども地殻に濃縮している。このことはCIコンドライト隕石の組成との比較から言えることであるが、これはカリウムが主に長石に集中しやすく、かつトリウムおよびウランなどはイオン半径および電荷が大きいなどの特殊性から、主にマントルを構成すると考えられるかんらん岩には固溶しにくく排除されやすいためである。
第二次世界大戦以前には、大陸地殻は花崗岩質の「上部地殻（A層）」（シアル, SiAl）と、玄武岩質の「下部地殻（B層）」（シマ, SiMa）に分かれているとされた。大陸地殻下部は海洋地殻につながると考えられ、大陸地殻が海洋地殻の上に浮かんでいるようなモデルが想像されていた。しかし、第二次世界大戦以後の研究で、現在では大陸地殻内にこのような極端な物質境界は存在しないことがわかっている。大陸地殻は水平分布において非常に不均質であるが、大まかに見ると上部は比較的シリカの多い酸性岩（花崗岩質、流紋岩質）が多い傾向にあり、下部はそれよりややシリカの少ない中性岩（閃緑岩質、安山岩質）が多い傾向にある。両者の境界は複雑に入り組んだ一種の漸移動関係とされている。もちろん、大陸地殻下部と海洋地殻は明瞭に異なる地質構造である。